# Kedvencek temetője (film, 1989)
A Kedvencek temetője (eredeti cím: Pet Sematary) 1989-ben bemutatott amerikai horrorfilm Mary Lambert rendezésében. A forgatókönyvet Stephen King írta, Állattemető című regénye alapján. A főbb szerepekben Dale Midkiff, Denise Crosby, Blaze Berdahl, Miko Hughes és Fred Gwynne látható. 

## Cselekmény
|  | Alább a cselekmény részletei következnek! |

A  Creed család Chicagóból egy Maine állambeli kisvárosba költözik. Egy főút mellett fekszik az új házuk, melyben már régóta nem lakott senki. Beköltözéskor a kisfiuk, Gage majdnem kiszalad az úttestre, de még mielőtt elütné egy kamion, Jud megmenti. Jud egy idős öregember, aki egyedül lakik a szomszéd házban. A férfi figyelmezteti őket, hogy nagyon kell vigyázni, mert sok kamion jár errefelé. Mikor megismerkednek, Ellie, a Creed család kislánya nagyon aggódik a macskájuk, Church miatt, hogy elüti egy kamion és elpusztul.
Louis a házuktól vezető ösvényről kérdezősködik, Jud elmondja nekik, hogy az ösvény a Kedvencek temetőjébe vezet, ahová kisállatokat szoktak temetni. Elmennek a temetőbe, és Jud megmutatja Ellie-nek azt a sírt, ahová ő temette a kutyáját, amikor kicsi volt.

A kis Gage vérszomjasan tér vissza a halálból

Louisra a helyi kórházban már az első napján komoly megpróbáltatás vár. A súlyosan sérült Pascow-t hozzák be. Már mindenki lemond a fiúról Louist kivéve, aki még megpróbálja megmenti a fiú életét. De Pascow életét már ő sem tudja megmenteni és a fiú meghal. A halál beállta után a fiú lelke segíteni akar Louisnak, amiért megpróbálta megmenti és a végsőkig küzdött az életéért.  Álmában Pascow elviszi az orvost a temetőbe és figyelmezteti , hogy ne menjen túl a Kedvencek temetőjén mert azon túl csak a halottak járnak. A doktor nagyon meg van rémülve és csak rossz álomnak szeretné hinni. Reggel az ágyában ébred, s arra gondol hogy csak rosszat álmodott, de mikor ki akar szállni az ágyból, megdöbbenve tapasztalja, hogy tiszta sár a lába. Hálaadás napjára Louis egyedül marad otthon, míg a családja Chicagóba utazik, amikor is csörög a telefon. Jud telefonál mert szerinte Church holttestét találta meg az út mellett. A két férfi elindul eltemetni a macskát, de mikor a Kedvencek temetőjébe érnek Jud azt mondja Louisnak, hogy menjenek tovább és a temetőn túl temessék el a macskát. Jud elviszi a férfit a Mi'kmaq indiánok temetőjébe és azt mondja a doktornak, hogy itt ássa el a macskát. Ő maga nem segít Louisnak, mert szerinte mindenkinek magának kell eltemetnie a halottait. Jud megígérteti az orvossal, hogy erről senkinek ne beszéljen.
Másnap az orvos megdöbbenve látja, hogy a macskája visszatért, bár a macska nagyon büdös és agresszív. Átmegy Judhoz és elmondja neki; kétségei vannak, arra gondol hogy talán élve temette el a házi kedvencet. Az öregember elmondja, hogy amikor kisgyerek volt, először az indián temetőbe ásta el a  kutyáját, de rendkívül agresszíven tért vissza, és csak másodjára temette a Kedvencek temetőjébe. Mikor a családja visszatér, a macska büdösségén kívül nem vesznek észre rajta semmi változást. A házvezetőnőjük Missy, aki rákos, már nem bírja tovább a fájdalmait és felakasztja magát, ami megrázza a családot. Rachelben régi sebeket szakít fel az öngyilkosság. Férjének elmeséli, egy gyerekkori emlék a nővére Zelda halála jár a fejében. Zelda súlyos fekvőbeteg volt, és a lány családjában már mindenki azt várta, hogy mikor hal meg. Zelda akkor halt meg, amikor Rachel egyedül vigyázott rá. Rachelben máig él a félelem, hogy mindenki azt hiszi, Ő ölte meg Zeldát. A család Juddal piknikezik, amikor váratlan baleset történik, a kis Gage-et elüti egy kamion és meghal.
Halála mindenkit megráz, édesanyja csak altatóval tud elaludni. A temetésre eljönnek Rachel szülei is. Rachel édesapja Louist hibáztatja a balesetért. A gyászszertartáson összeverekszik Louisszal és a dulakodásban leverik a kisfiú koporsóját. A gyászoló barátoknak kell őket szétválasztaniuk, és lenyugtatniuk őket. A temetés estéjén Judnak baljós érzete támad, ezért átmegy Louishoz. Tudja hogy a férfi el akarja temetni a fiát az indián temetőben, hogy a kis Gage visszatérjen a halálból. Jud elmondja, hogy hazudott a múltkor és már korábban is temettek el embert az indián temetőben. A második világháború után Timmy Batermant temette el az édesapja, majd a fiú visszatért a halálból, de már nem volt "emberi" és emberekre támadt. A falubeliek és köztük Jud összefogtak, hogy elpusztítsák Timmyt. Amikor a Baterman házhoz értek, Timmy épp az apját fojtogatta. A falusiak hogy elpusztítsák a "szörnyet" felgyújtják a házat, de Timmy apja már nem tud kimenekülni, így a fiával mindketten bent égnek a házban. Másnap Louis családja elutazik Chicagóba Rachel szüleihez. Amint elutaznak Rachelék, Louis kimegy a temetőbe és kiássa Gage holttestét. Pascow szelleme figyelmezteti, hogy ne tegye, mert azon a földön átok ül. Louis mégis megpróbálja, mert azzal áltatja magát, hogyha nem sikerül, akkor elaltatja a kisfiút, és senki sem fogja megtudni.
Ellienek álmában megjelenik Pascow szelleme, hogy figyelmeztesse a közelgő bajra. A kislány elmondja az anyjának, aki - miután nem tudja elérni a férjét - Judnak telefonál, de a férfi nem látta Louist. Rachel úgy dönt visszautazik, bár Jud próbálja erről lebeszélni. Jud megpróbálja helyrehozni a hibáját, kiül a verandára, hogyha arra járna Louis meg tudja akadályozni a tervében, de elalszik. Rachel a repülőúton hazafelé Zeldával, a nővérével álmodik, aki bosszút akar állni Rachelön. Időközben Louisnak sikerül eltemetnie a kisfiút, majd hazamegy és lefekszik. Éjszaka visszatér Gage és elveszi az alvó apja szikéjét és beoson Jud házába. Jud gyereknevetésre ébred, mely a házából jön. Elindul megkeresni Gage-et, aki bújócskázik vele és gyereknevetésével csalogatja magához közelebb. Az idős ember az ágya alól hallja a nevetést, ezért lehajol hogy elkapja, de a kisfiú gyorsabb és elvágja a férfi sarkát. A sérült férfit végül könnyedén megöli Gage. Időközben hazaér Rachel, aki Jud házából hangokat hall, ezért bemegy megnézni, hogy minden rendben van-e a férfival. A házban megjelenik neki Zelda szelleme és elmondja, hogy most megöli. Zelda szelleme eltűnik és helyette megjelenik a kis Gage, akinek édesanyja megörül, de a kisfiú már nem önmaga és megöli az anyját.
Másnap reggel Louis megtalálja a házban Gage sáros lábnyomait. Apósa felhívja telefonon, hogy rendben megérkezett-e Rachel. Louisnak rossz érzése támad, mikor újra csörög a telefon, de most a kis Gage telefonál és játszani hívja az apját Jud házába. Louisnak világossá válik, hogy a fia embert ölt ezért méreginjekcióval indul a szomszédba. Először a macskát öli meg az udvaron, majd bemegy a házba. Amint a kisfiát keresi, megtalálja Jud holttestét, majd tovább keres és ekkor a felesége holttestét is megtalálja. Ekkor Támad rá Gage, akit egy kisebb dulakodás után végül sikerül megölnie. Jud házából a felesége holttestét kihozza és felgyújtja házat. A holttesttel elindul az indián temetőbe. Pascow megpróbálja lebeszélni hogy ne rontson tovább a helyzetén, de nem sikerül lebeszélnie. A férfi meg van róla győződve, hogy most sikerülni fog, mert felesége halála óta nem telt el annyi idő, mint a fia halála óta. Miután eltemette feleségét, a házukban várja, hogy visszatérjen. Felesége estére visszajön, de már ő sem az a nő aki régen volt, állati ösztönei vezérlik és végez a férfival.
|  | Itt a vége a cselekmény részletezésének! |

## Szereplők
| Szerep          | Színész            | Magyar hang (1990) |
| --------------- | ------------------ | ------------------ |
| Louis Creed     | Dale Midkiff       | Csankó Zoltán      |
| Jud Crandall    | Fred Gwynne        | Simon György       |
| Rachel Creed    | Denise Crosby      | Hegyi Barbara      |
| Victor Pascow   | Brad Greenquist    | Bartucz Attila     |
| Irwin Goldman   | Michael Lombard    | Konter László      |
| Gage Creed      | Miko Hughes        | Szalay Csongor     |
| Ellie Creed     | Blaze Berdahl      | Vadász Bea         |
| Missy Dandridge | Susan Blommaert    | Prókai Annamária   |
| Marcy Charlton  | Mara Clark         | ?                  |
| Steve Masterton | Kavi Raz           | Szűcs Sándor       |
| Dory Goldman    | Mary Louise Wilson | ?                  |
| Zelda           | Andrew Hubatsek    | ?                  |
| Timmy Baterman  | Peter Stader       | Kerekes József     |
| Kamionsofőr     | John David Moore   | Faragó József      |
| Pap             | Stephen King       | Teizi Gyula        |

## Érdekességek
- Stephen King egy cameo szerepben tűnik fel: ő alakítja Missy temetésén a papot.
- A macskájukat Churchöt Winston Churchill után nevezték el. Church egyébként egy brit rövidszőrű macskafajta neve.
- Zelda szerepére nem találtak eléggé sovány nőt, ezért egy férfi, Andrew Hubatsek játszotta el Rachel nővérének a szerepét.
- 1999-ben, tíz évvel a film elkészülte után Stephen Kinget elütötte egy autó, amikor egy országút szélén sétált, hasonlóan Pascow balesetéhez. King súlyos sérüléseket szenvedett, de túlélte a balesetet.[3]

## Bakik
- A filmben Creedék háza előtt az US Route 15 nevű út vezet, amely New York államtól Dél-Carolina államig tart. De Maine államon, ahol a film játszódik, nem megy keresztül.

## Filmzene
| - „Pet Sematary” Írta: Dee Dee Ramone & Daniel Rey Előadja: Ramones | - „Sheena Is A Punk Rocker” Írta: Ramones Előadja: Ramones |